# یونگ جین سان
یونگ جین سان (انگلیسی: Jung Jin-sun؛ زادهٔ ۲۴ ژانویهٔ ۱۹۸۴) شمشیرباز اهل کره جنوبی است.